# Mer de Glace (opera)
Mer de Glace (tj. „ledové moře“, podle ledovce na úbočí Mont Blancu) je opera o dvou dějstvích a prologu australského skladatele Richarda Meala na libreto spisovatele Davida Maloufa jako adaptace známého románu Mary Shelleyové Frankenstein propojeného se scénami z autorčina života. Premiéru opery 3. října 1991 uvedla The Australian Opera v budově Opery v Sydney.

## Vznik, charakteristika a historie
První opera australského skladatele Richarda Meala Voss, rovněž na libreto Davida Maloufa, měla premiéru roku 1987 a je obecně považována za dosud nejlepší australskou operu. Ve své druhé opeře se Meale obrátil k evropskému námětu – populárnímu románu Mary Shelleyové, jednomu ze zakladatelských děl hororového žánru. Mer de Glace s Vossem spojuje obecné téma moci a odpovědnosti člověka za slova, která mají po vypuštění vlastní život a mohou se pomstít.
Mer de Glace lze označit za postmoderní operu, formovanou zčásti na podkladě dějové koláže a s četnými literárními i hudebními citáty a aluzemi. Původní Frankenstein je román o stvoření lidského netvora; Malouf toto téma obohacuje tím, že do operního příbehu zapojuje Mary Shelleyovou, autorku románu, jejího milence a jejich přátele. Shelleyová má noční můru, v níž ostatní ztělesňují hlavní postavy románu: vědce, netvora, opuštěného dítěte, využívané milenky, přátelského pozorovatele. Meale ve své hudbě odkazuje na velké operní příběhy evropské tradice – Tristana a Isoldu Richarda Wagnera a Pellease a Melisandu Clauda Debussyho – které používá ke komentování děje. Konvenční morálku obecenstva 19. století skladatel zpodobňuje v parodiích na dobové skladby pro sborový zpěv.

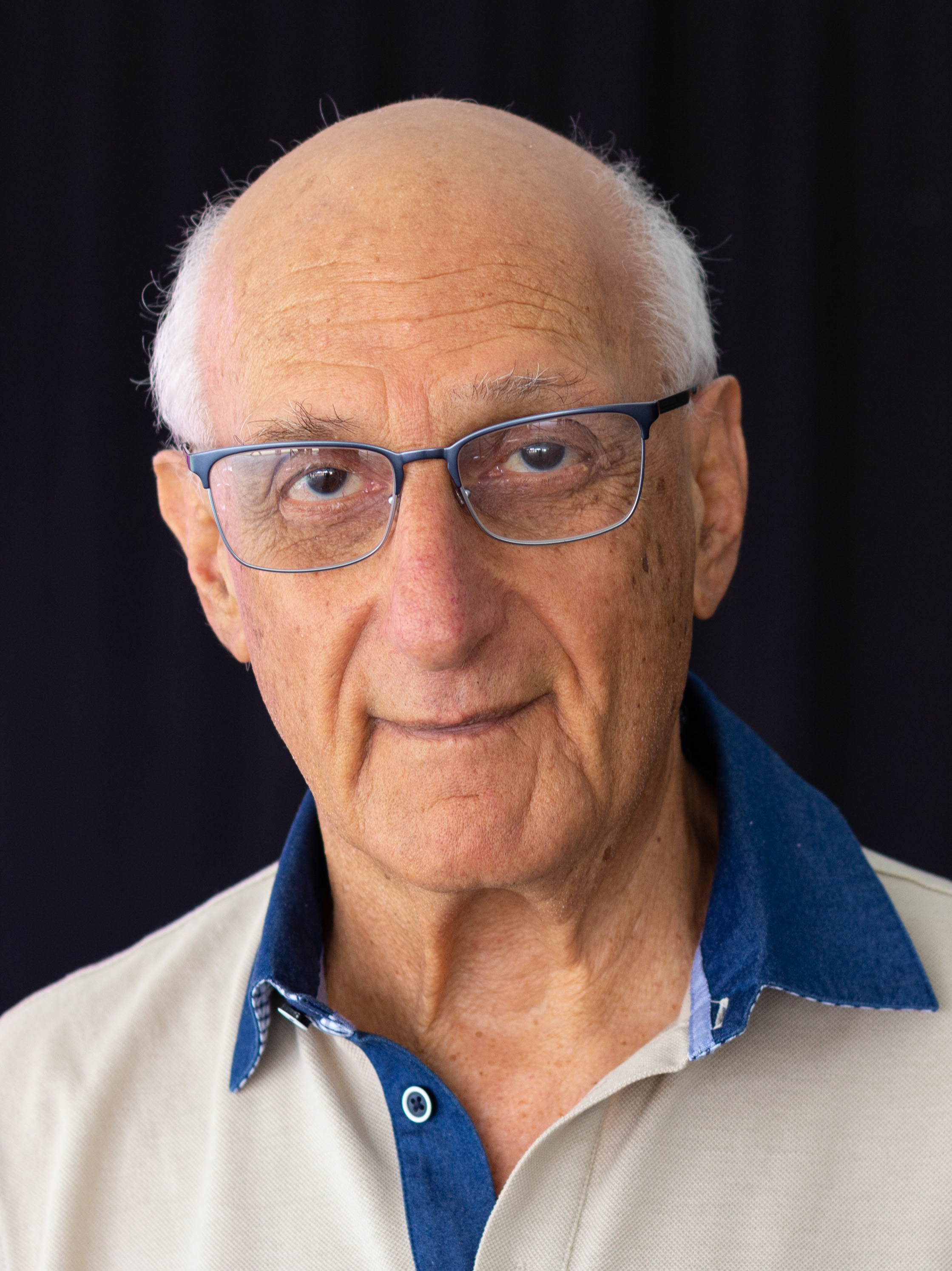
Libretista opery David Malouf (2019)

Opera Mer de Glace byla při premiéře v roce 1991 v Sydney přijata velmi příznivě obecenstvem. Jedno z původních představení bylo přenášeno živě australskou rozhlasovou stanicí ABC Classic. Kritika ji obecně považuje za zdařilejší a technicky dokonalejší než Voss – avšak muzikolog James Koehne v ní spatřoval začátek Mealeova ústupu ze slávy: „Bohatá témata a obrazy opery čerpané z bouřlivých životů romantických básníků daly vzniknout hudbě, která v Mealeově tvorbě patří k nejlyričtějším a nejkrásnějším, ale při své premiéře v roce 1991 byla tato opera odmítnuta lavinou kritických hlasů, jako se vlna kulturního vkusu otáčela proti okázalé orchestraci a melodické výrazivosti jeho novoromantického stylu.“ I proto dosud nebyla znovu inscenována, jen roku 2019 uvedl výňatky z opery na koncertě v sále The Concourse v Chatswoodu Ku-ring-gai Philharmonic Orchestra řízený dirigentem Paulem Terracinim. Umělecký ředitel Opery Australia Lyndon Terracini označil Mer de Glace za „akademický kus, který zajímal málo lidí, přes své přednosti“.

## Osoby a první obsazení
| osoba                               | hlasový obor | premiéra (3. října 1991) |
| ----------------------------------- | ------------ | ------------------------ |
| Percy Bysshe Shelley / Frankenstein | tenor        | David Collins-White      |
| Mary Shelleyová                     | alt          | Kerry Elizabeth Brown    |
| Claire Clairemontová                | soprán       | Linda Thompson           |
| Lord Byron / Netvor                 | baryton      | Lyndon William Terracini |
| Polidori / turistický průvodce      | tenor        | Dominic Natoli           |
| Sbor a dětský sbor                  |              |                          |
| Dirigent: Frank Dobbs               |              |                          |
| Režie: Simon Phillips               |              |                          |
| Scéna: Shaun Gurton                 |              |                          |
| Kostýmy: Angus Strathie             |              |                          |

## Děj opery

### Prolog
Claire Clairemontová jako stará paní ve Florencii vzpomíná: ona a duch její nevlastní sestry Mary Shelleyové stále bojují o tělo a duši Shelleyho, básníka ryzosti. Claire porodila jeho dítě, ale Mary je strážkyní jeho duše.
Pak se Claire ocitne na pomalu se pohybujícím ledovci na Mont Blanku zvaném Mer de Glace. Objeví se duch Shelleyho a zpívá paján na majestátnost hor. Claire sama cítí, že v náměsíčném transu jde po ledovci v úžasu, blížícímu se k šílenství. Shelley volá nejprve ji, pak Mary. Claire má pocit, že ledovec je „nějaké hladké zvíře“ se zmrzlou krví v žilách. „Kdybych ho jen vzbudila!“ Obě ženy volají na Shelleyho, ale on se soustředí jen na svou nadvládu nad ledem. „Nikdy jsem o tom nesnil... daleko nahoře, zasněžený a klidný.“ Objeví se průvodce, který horu nejprve redukuje na pouhý turistický objekt, načež ji přirovnává dobrotivému Bohu. Shelley mu odporuje: svobodu lze nalézt právě v naší touze být sami božskými.

### 1. dějství

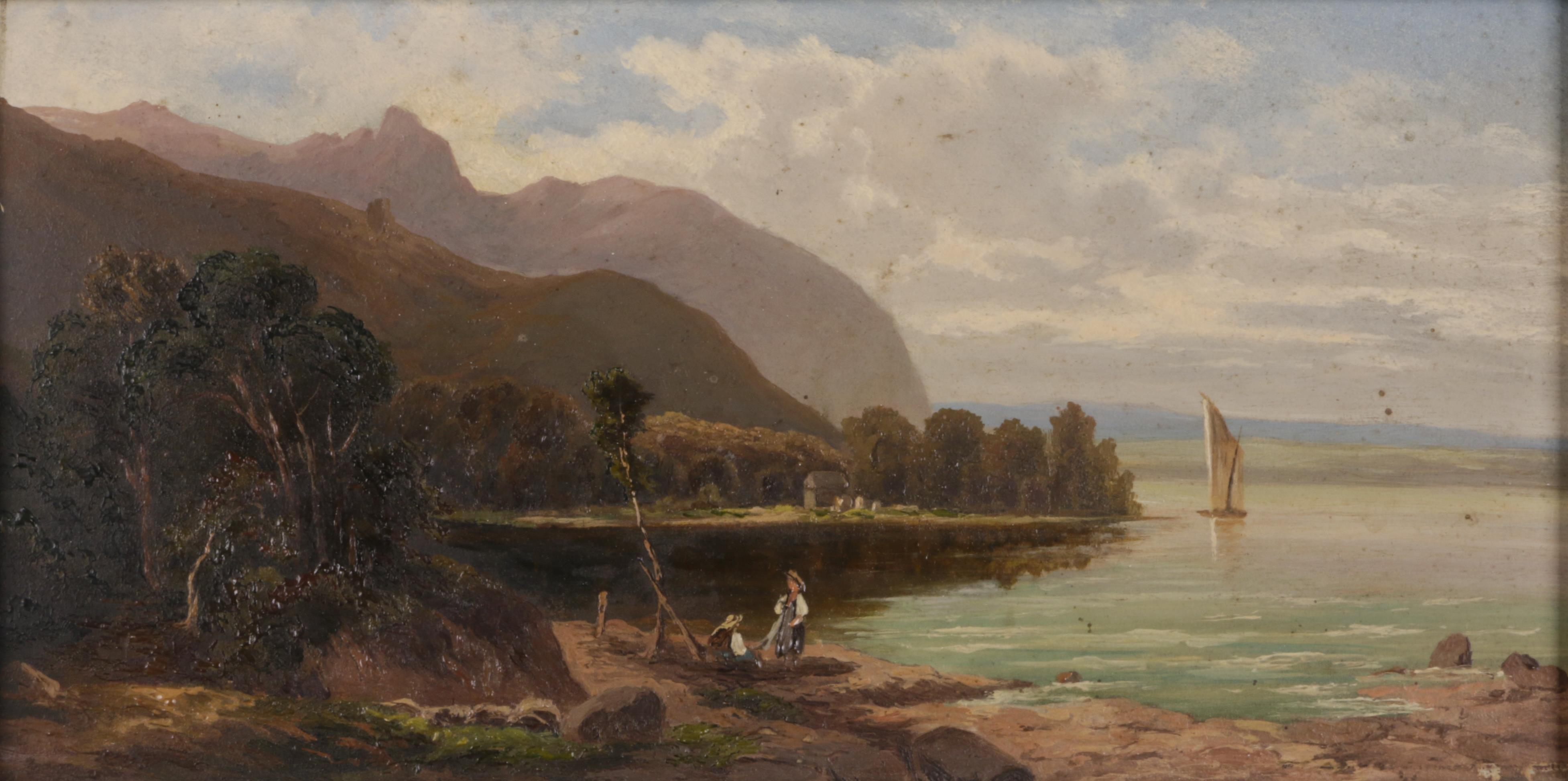
U Ženevského jezera

Obraz 1 Claire Clairemontová a Percy Shelley na břehu Ženevského jezera. Claire s kytarou na klíně zpívá píseň, kterou pro ni napsal Byron. Shelley předpovídá „malé drama“, až se Claire znovu shledá s Byronem, velkým básníkem a vyvržencem z lidské společnosti. Claire Shelleyho prosí, aby zůstal: „Mezi vámi, mnou a Mary se nesmí nic změnit.“
Byron a jeho přítel Polidori připlouvají na malém člunu. Byron se brodí na břeh; je bos a kulhá. Shelley je rád, že se setkává s „Childe Haroldem“, ale Byron jen poukazuje na své zranění a ošuntělost. Claire říká, že Byronova lhostejnost ji unavuje.
Byron tvrdí, že unavený je on, jako netvor vyhnaný z Anglie, který se odvážil vzepřít zákonům přírody. (Jeho sestra vychovala jeho dítě s Claire). Claire hněvivě odmítá jeho sebelítost a údajné zákony zavrhuje s opovržením. Je milencem, přítelem nebo bratrem? Jí je 18. Kdysi ji miloval. Teď je mu lhostejná.
Obraz 2 Claire, Shelley, Mary, Byron a doktor Polidori jsou uvězněni ve Ville Diodati kvůli špatnému počasí. Claire se nudí a je rozrušená: „Déšť, déšť, déšť…“ Odolává, když se ji pokoušejí rozptýlit. Polidori navrhuje, aby si vyprávěli příběhy. Mary odmítne, ale Byron přiměje Polidoriho vyprávět příběh o Lenoře a Wilhelmovi, Claire hrát Lenoru a Shelleyho hrát Wilhelma. Wilhelm (Shelley) se vrací na jejich svatební hostinu z mrtvých – aby si vzal Lenore za ženu. „Nebojíš se?" ptá se Shelley Claire. „Smrti ne. Jen zrady.“ Shelley, v roli i mimo ni, zve společnost, aby „přišla tančit na naši svatbu“. Jeho otázka Claire trápí a bezmocně protestuje, že Shelley a Mary „mění slova“. „Všichni jsou to blázni,“ říká Byron.
Obraz 3 Noční můra Mary Shelleyové. Leží v posteli se Shelleym po boku ve své ložnici s výhledem na bílou krajinu za okny. Shelley ji nabádá, aby se nebála. „Je to odlesk z ledových vrcholů.“ Maryinou noční můrou je, že ledovec je živý, i když s ledem v žilách.
Shelley se ji snaží uspat nevýraznou básní, ale ona si všimne zachvění v údech ledovce. Jeho masa se pohne, vzbuzena k životu šokem z vitální jiskry. Tváře mu zčervenají životem. Celý ledovec se začíná posouvat. Ke studené hvězdě dorazilo jaro. Jeho srdce cítí první tlukot života, jako by byl novorozeně. „Porodit sebe sama tolik bolí.“
Shelley prohlašuje, že mu Mary v deliriu říkala Frankenstein. Samotný netvor nemá žádné jméno, protože ho Shelley vyvolal sám ze sebe. Sám Shelley si dává jméno Prométheus.
Obraz 4 Pole poblíž Ženevského jezera. Děti si hrají s květinami: „Sedmikrásky jsou oči dne, fialky oči noci.“
Když se setmí, Maryin syn William se zavázanýma očima zpívá „Láska v mlze“. Když zpívá slovo „láska“, sundá si pásku z očí a uvidí netvora, který ho zabije. Děti utíkají. Netvor skrývá Williamovo tělo, ale je vyrušen zvukem svátečních houslí.
Obraz 5 Scéna vesnických námluv. „Oči modré, rty rudé, boty černé... Zavři okno, stáhni závěs, tanči se mnou po celé světnici." Objeví se Netvor a pokusí se zmocnit se jedné z dívek. Následuje šarvátka. Páry utečou. „Viděli jsme ho, ošklivce.“
Obraz 6 Mrtvý William je odnášen do hrobu. Netvor se ptá, čím si zasloužil být stvořen. Slyší Maryin nářek nad mrtvým synem a uvědomí si, že v jistém smyslu on, Netvor, zabil svého vlastního bratra. Žádá Mary, aby mu odpustila. I svého otce žádá, aby mu odpustil. Ale Shelley místo toho přísahá, že ho zničí.

### 2. dějství

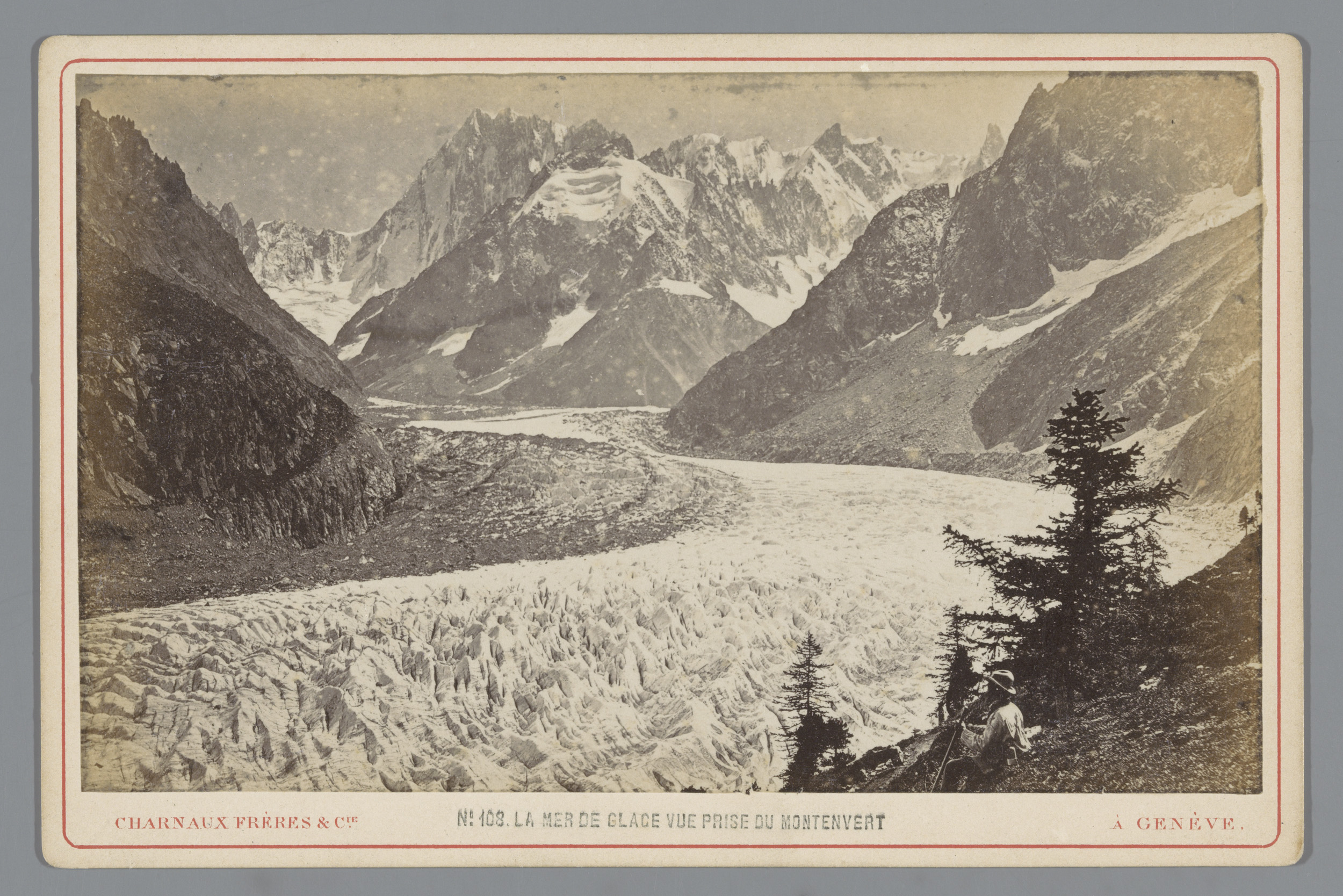
Mer de Glace

Předehra Mary očekává, že Shelley jako Frankenstein, „nový Prométheus“, se setká se svým výtvorem, Netvorem, na Mer de Glace. Shelley se hluboce stydí za to, co provedl: „Skryj mě na tisíc století před zraky lidí.“
Obraz 1 Konfrontace na Mer de Glace.
Shelley byl „novým Prométheem“, který vzdoroval Bohu, svému Stvořiteli. Nyní se ocitá tváří v tvář svému vlastnímu stvoření. Netvor prosí, aby ho jeho stvořitel přijal s láskou, osvobození od zoufalství a bídy. Místo toho na něj Shelley křičí, že on, Netvor, je vrah, který si zaslouží být odsouzen k ledové smrti. Shelley se proklíná za to, že stvořil takovou bytost.
Netvor pláče, protože byl vyloučen z lidského štěstí „párů tančících po dvou na trávě“. Proč z něj Shelley nemůže udělat druha, který by ho provázel životem? Představuje si jejich společný život. Pak Shelleyovo prokletí obrací proti němu: odepři mi to a já tě budu pronásledovat celé věky až do tvého posledního ledového dechu.
Shelley touží uniknout noční můře: "Mary, kde to jsem?"
Obraz 2 Svatba. Sbor opěvuje blížící se sklizeň (a plody tradičních námluv). „Ozdob jí vlasy kopretinami... zvonky ve vlasech, nevěsto země. A všichni synové z domu přijdou na svatbu. ...  Ženich přichází.“
Ale objeví se Netvor: „Přicházím na tvou svatbu, jak jsem slíbil. Kde je moje nevěsta?“
Shelley: „Jak se opovažuješ kalit vzduch na mé svatební hostině? Buď proklet.“
Claire: „Kdo ve mně vyvolává náměsíčníka? Je Netvor můj tajný milenec? Ne, nikdy nebudu nevěsta. Budu sama navěky.“ Omdlí.
Návrat do „skutečnosti“. Shelley: „Claire, jsem tady, už jsi v bezpečí. Nic se nestalo.“ Polidori Byronovi: „Tato dívka nosí vaše dítě, pane.“ Byron: „Tak jest, pane. A já jsem otec? Odkud to víte? Z vašeho deníku!“
Obraz 3 Claire se snaží probrat svou budoucnost se Shelleym. Ten se vyhýbá odpovědím. Vezme ji do své domácnosti? Shelley ji i její dítě odevzdá do „velkorysé“ péče Byrona. Claire nemá na výběr. Souhlasil s tím Shelley? Musí se vrátit do Anglie a mít dítě; Shelley jí neposkytuje podporu, ale uklidňuje ji.
Požádá Shelleyho, aby obejmul ji i tu „pod srdcem“. On odmítá. Nežije podle zákonů přírody, ale podle lidských zákonů. Claire může jen „milovat a mlčet“. Bude její život „vždy příběhem někoho jiného? Myslela jsem si, že jsem jedna z dcer Krásy, ale jsem jen žena.“
Ve Florencii se Polidori a Byron přou o násilné události, ke kterým došlo. Byron tvrdí, že příběhy Netvora je přežijí. „Je to příběh, který se stále opakuje.“
Příběh, který Byron navrhuje, vymaže jeho vlastní nestvůrnou roli v tom, co se seběhlo. Sbor přebírá příběh a donekonečna ho opakuje.
Claire: „Byrone, kde je moje dítě? Shelley, kde je?“

## Instrumentace
Tři flétny (3. též pikola, tři hoboje, tři klarinety (3. též basklarinet), tři fagoty; čtyři lesní rohy, tři trubky, tři pozouny, tuba; bicí souprava (2 hráči), harfa, celesta; smyčcové nástroje (housle, violy, violoncella, kontrabasy).

## Nahrávky
- Existuje nevyhovující a nekomerční záznam živého vysílání opery na stanici ABC Classics z roku 1991.
- Roku 1993 (CD 2001 ABC Classics / Under Capricorn – 446 477-2) byla pro album Mealových orchestrálních skladeb, zahrnující jeho symfonii č. 1 a skladbu Viridian, nahrána skladba Scenes from Mer de Glace. Jedná se o orchestrální adaptaci některých míst z opery, totiž 1. Na Mer de Glace (druhá část prologu); 2. Předehra: Ženevské jezero (1. dějství, 1. obraz); 3. Vesnický tanec (1. dějství, 5. obraz); 4. Noční můra Mary Shelleyové (1. dějství, 3. obraz), kde zpěvní hlasy nahrazují nástroje: hoboj, trubka, anglický roh a saxofon. Adelaide Symphony Orchestra řídí David Porcelijn.[10][7]
- Roku 2005 (CD 2009 ABC Classics – ABC 476 3221) byla pro album Richard Meale: Cantilena Pacifica nahrána skladba Concert monologue from Mer de Glace. Je to koncertní árie sestavená z pěti scén z opery: část prologu zpívaná Claire Clairemontovou; její scéna na Mer de Glace; Shelleyho meditace o významu Mont Blancu; Claiřina frustrace ze zmoknutí; a její odmítnutí „mužských zákonů“ ze 3. obrazu 2. dějství. Zpívá sopranistka Merlyn Quaife a Tasmanian Symphony Orchestra řídí Richard Mills.[11][7]